# チアーゴ・アウヴェス
チアーゴ・ソアレス・アウヴェス（Thiago Soares Alves, 1986年7月26日 - ）は、ブラジルの元男子バレーボール選手。元ブラジル代表。

## 来歴
ポルト・アレグレ出身。両親がスポーツ選手で、母親がバレーボール選手だった。その影響を受けて10歳からバレーボールを始める。
2003年にブラジルユース代表に選出される。2007年にはブラジル代表に選出され、ワールドリーグやワールドグランドチャンピオンズカップなどに出場。
国内プロリーグのスーパーリーガでは、2007/08、2008/09シーズンにCimed Esporte Clubeで連覇を経験した。2010/11シーズンにもSESI-SPで優勝を経験している。
2011年、パナソニックパンサーズに入団し、チームの優勝に貢献した。
2012年8月のオリンピックに出場し、銀メダルを獲得した。
同年、ブラジル・スーパーリーガに戻り、RJXに移籍し、チームはリーグ優勝を果たした。2013年、トルコリーグのフェネルバフチェに移籍し、そこでもリーグ優勝。2010/11シーズンから4年連続で所属チームの優勝を経験している。
2014年、パナソニックに復帰した。

## 球歴
- オリンピック - 2012年（2位）

## 受賞歴
- 2012年 - 第61回黒鷲旗大会 ベスト6

## 所属クラブ
- Cimed Esporte Clube
- Sesi-SP
- パナソニックパンサーズ （2011-2012年）
- RJX （2012-2013年）
- フェネルバフチェ （2013-2014年）
- パナソニックパンサーズ （2014-2015年）
- Sesi-SP（2015-2016年）
- Tonno Callipo Calabria Vibo Valentia（2016-2017年）
- Copel Telecom/Maringá Vôlei（2017-2018年）
- Apan/Barão/Blumenau（2018-2019年）
- Vedacit Vôlei Guarulhos（2019-2021年）
- Super Vôlei Santo André（2021-2022年）
- Manaus Vôlei（2022-2023年）